# 민영환선생묘
민영환선생묘(閔泳煥先生墓)는 대한민국 경기도 용인시 기흥구에 있는, 1905년 을사조약 강제 체결에 항거하여 자결한 민영환을 모신 묘이다. 1973년 7월 10일 경기도의 기념물 제18호로 지정되었다.

## 개요
1905년 을사조약 강제 체결에 항거하여 자결한 민영환(1861∼1905)을 모신 묘이다. 민영환은 고종 15년(1878)에 문과에 급제하여 예조판서, 한성부판윤, 주미전권대사 등 여러 관직을 거쳤다.
1896년에 특명전권공사(외교관의 하나인 공사의 정식 명칭)로 임명되어 러시아·영국·독일·프랑스·이탈리아·오스트리아 등을 방문하면서 서양의 발전된 문물 제도와 근대화 모습을 직접 체험하였다. 귀국 후 독립협회를 적극 지원하는 한편 시정의 개혁을 시도했으며, 친일적인 각료들과 대립하여 일본의 내정간섭을 성토하였다.
일본이 을사조약을 체결하여 외교권을 박탈하자 의정대신 조병세 등과 함께 조약에 찬동한 5적(五賊)의 처형과 조약의 파기를 요구하였으나 뜻을 이루지 못하였다. 이에 죽음으로 항거하기 위해 국민과 각국 공사 그리고 황제에게 고하는 3통의 유서를 남기고 자택에서 자결하였다. 유서 및 그가 사용했던 의복, 인장 등 각종 유품이 고려대학교 박물관에 보관 전시되어 있다.
높은 둔덕 위에 담을 설치한 독특한 구조의 묘지에는 좌우로 문인석 한쌍이 있고 우측으로는 묘비가 서 있다. 묘지의 입구에는 이승만 전대통령의 친필로 쓰여진 신도비(神道碑:왕이나 고관 등의 평생 업적을 기리기 위해 무덤 근처 길가에 세운비)가 서 있다.

## 같이 보기
- 민영환

## 참고 자료
- 민영환선생묘 - 국가유산청 국가유산포털